# Thailand ved sommer-OL 2016
Thailand deltog ved Sommer-OL 2016 i Rio de Janeiro som blev arrangeret i perioden 5. august til 21. august 2016.

## Medaljer
| 2016 Rio de Janeiro | Guld | Sølv | Bronze | Total |
| Thailand            | 2    | 2    | 2      | 6     |

### Medaljevinderne
| Thailand under sommer-OL 2016 i Rio de Janeiro | Thailand under sommer-OL 2016 i Rio de Janeiro | Thailand under sommer-OL 2016 i Rio de Janeiro | Thailand under sommer-OL 2016 i Rio de Janeiro | Thailand under sommer-OL 2016 i Rio de Janeiro |
| Medalje                                        | Navn                                           | Sport                                          | Event                                          | Dato                                           |
| ---------------------------------------------- | ---------------------------------------------- | ---------------------------------------------- | ---------------------------------------------- | ---------------------------------------------- |
| Guld                                           | Sopita Tanasan                                 | Vægtløftning                                   | Kvindernes 48 kg                               | 6. august                                      |
| Guld                                           | Sukanya Srisurat                               | Vægtløftning                                   | Kvindernes 58 kg                               | 8. august                                      |
| Sølv                                           | Pimsiri Sirikaew                               | Vægtløftning                                   | Kvindernes 58 kg                               | 8. august                                      |
| Sølv                                           | Tawin Hanprab                                  | Taekwondo                                      | Mændenes 58 kg                                 | 17. august                                     |
| Bronze                                         | Sinphet Kruaithong                             | Vægtløftning                                   | Mændenes 56 kg                                 | 7. august                                      |
| Bronze                                         | Panipak Wongpattanakit                         | Taekwondo                                      | Kvindernes 49 kg                               | 17. august                                     |